# Gmina Franklin (hrabstwo Warren, Ohio)
Gmina Franklin (ang. Franklin Township) – gmina w Stanach Zjednoczonych, w stanie Ohio, w hrabstwie Warren. W 2020 roku liczyła 31 676 mieszkańców.